# Пак Кёнвон (футболист)
Пак Кёнвон (кор. 박경원, Bak Gyeong-won, Pak Kyŏng-wŏn, Пак Кёнвон; родился 19 августа 1946 года) — северокорейский футболист, вратарь. Участник Олимпийских игр 1976 года в составе сборной КНДР.

## Карьера
5 декабря 1969 года вместе со сборной КНДР Пак Кёнвон участвовал в матче против Алжира. Футболист отыграл все 90 минут, пропустив один мяч от Али Хиари.
В 1976 году Пак поехал на Олимпиаду в Монреаль, где принял участие в футбольном турнире. Свой единственный матч на турнире провёл против сборной СССР, где пропустил три мяча. По итогам турнира КНДР вылетела в четвертьфинале от сборной Польши, заняв 8-е место.